# 漢尼拔·布瑞斯
漢尼拔·阿米爾·布瑞斯（英語：Hannibal Amir Buress，/ˈhænɪbəl ˈbʌrɪs/，1983年2月4日—），美國男演員、製片人、喜劇演員和編劇。他於2009年末開始了自己的喜劇生涯，並在喜劇中心的《The Awkward Comedy Show》中獲得了認可；而這使他能夠發行自己的首張喜劇專輯《My Name is Hannibal》。
2012年起，布瑞斯在Adult Swim電視節目《艾瑞克·安德烈秀》中擔任主持、編劇和監製。

## 個人生活
在《浮華世界》於2016年的採訪中，布瑞斯透露自己是無宗教者；而他的合作夥伴艾瑞克·安德烈認為自己也是如此。
布瑞斯於2017年從紐約市搬回了芝加哥，並在那的威克公園附近定居。
2017年12月，他在邁阿密因公共場合醉酒而被捕。

## 外部連結
- 官方网站
- 漢尼拔·布瑞斯在互联网电影资料库（IMDb）上的資料（英文）